# 圣维特主教座堂

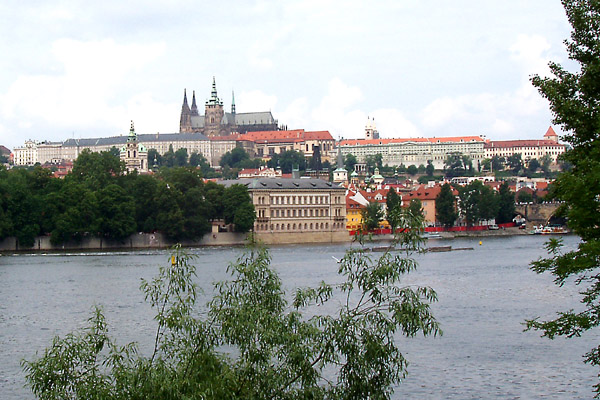
伏尔塔瓦河上的城堡和教堂

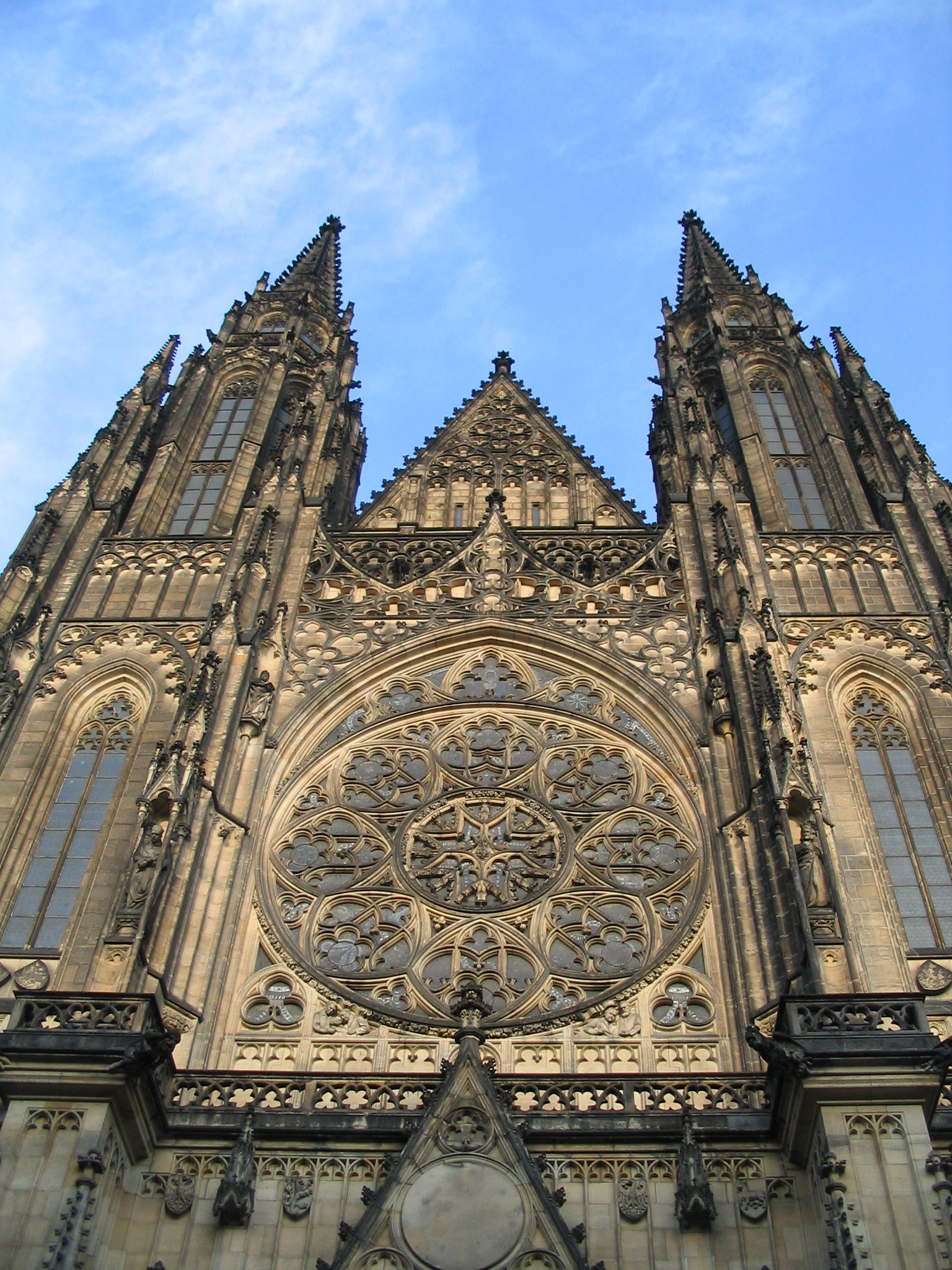
教堂前面的玫瑰窗

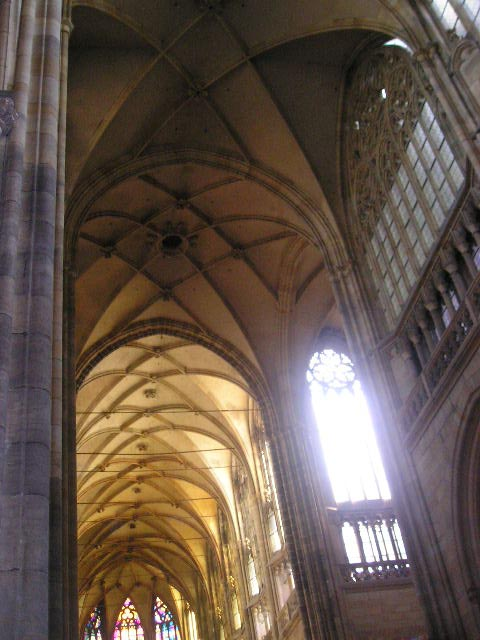
锯齿形拱顶

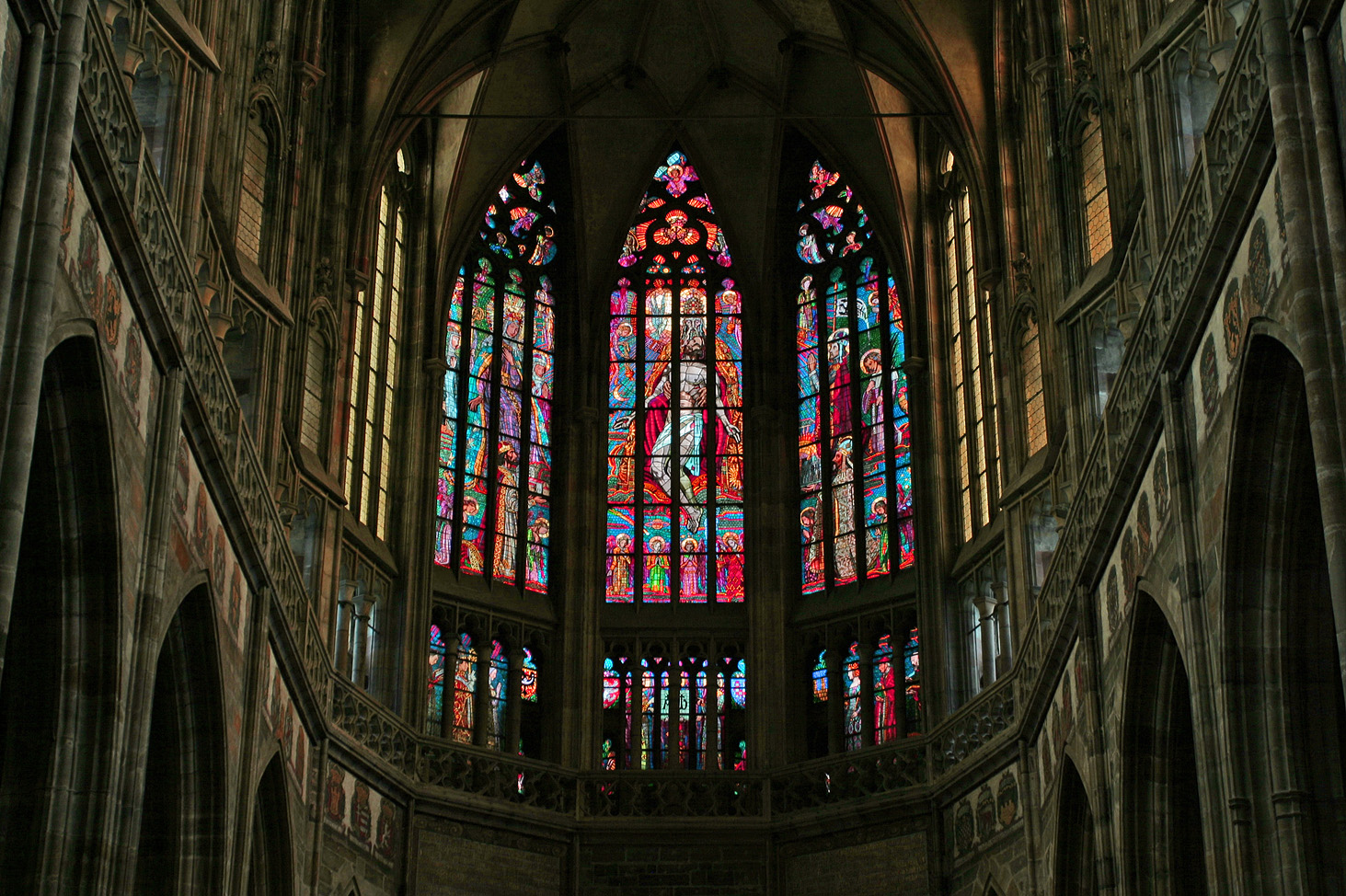
彩色玻璃

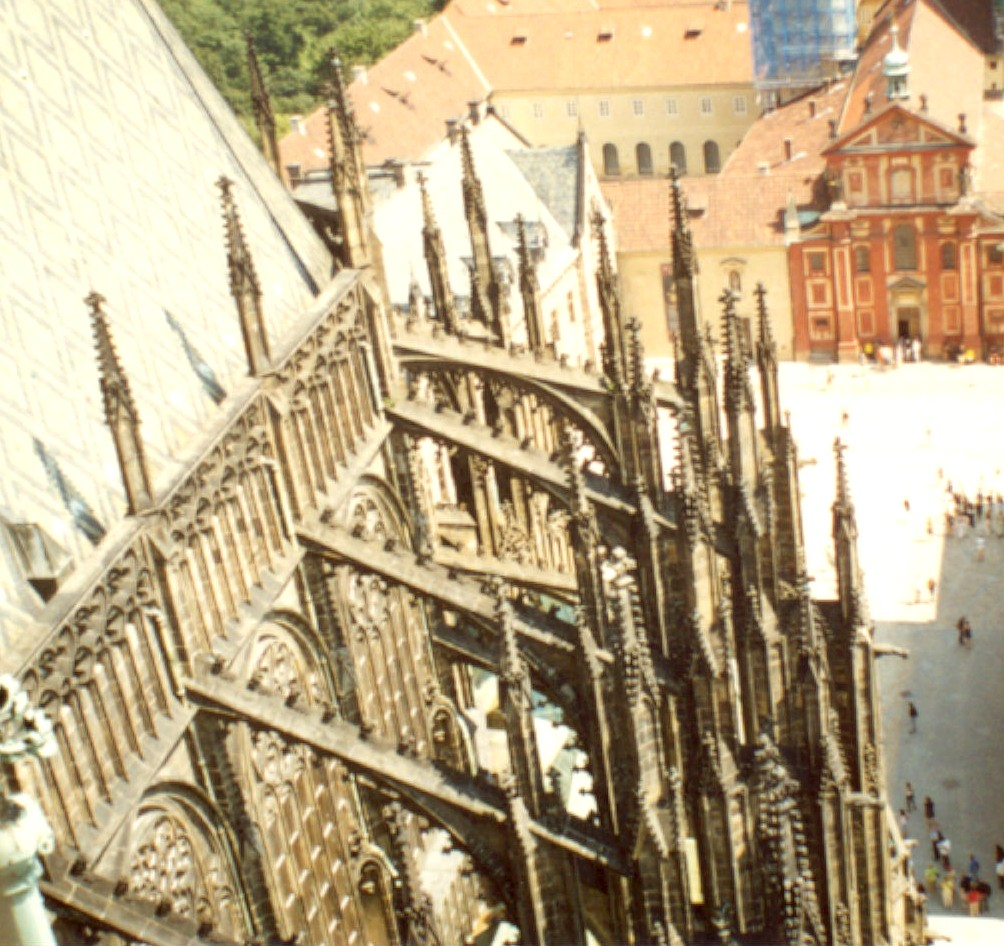
飞拱

圣维特主教座堂是捷克共和国首都布拉格的一座天主教堂，天主教布拉格总教区的主教座堂，也是捷克最大、最重要的一座教堂。全名是聖維特、圣温塞斯拉斯和圣阿達爾貝特主教座堂。教堂位于布拉格城堡内，是哥特式建筑的精彩范例，其中有许多波希米亚国王的坟墓。 

## 歷史
第一座座落于今日圣维特教堂的位置的教堂是一座早期罗马式圆形建筑，建于925年，由波希米亚公爵瓦茨拉夫一世建成。在1060年扩建为罗曼式教堂，1344年查理四世下令在原教堂的基础上建造一座哥特式教堂，于20世纪初才修建完毕。20世纪教堂更换的花窗玻璃为阿爾豐斯·慕夏作品。
瓦茨拉夫選擇了圣维特做守護聖人的原因是他從亨利一世得到一件聖物 — 聖維特的手臂；也有可能是他想當地人較為容易改信基督教，故他選擇了名字較像斯拉夫人的聖人。漸漸，居住在布拉格城堡裏的基督徒人数增加，而异教徒人数减少，直到11世纪。 
1060年，布拉格教区成立，斯皮季赫涅夫二世發現隨著信徒增加，原來的圓形建築太小，不能容納信眾，因此把它擴建為一座較大和較有代表性的巴西利卡式教堂。但是并未完全重建。大部分专家同意这是一个有3条通道的巴西利卡，有2个唱经楼和一对钟楼与西耳堂连在一起。主教座堂的设计仿效神圣罗马帝国的罗曼式建筑，尤其是希尔德斯海姆修道院教堂和施派尔主教座堂。圆形建筑的南部半圆屋顶被并入新教堂的东耳堂 因为有圣瓦茨拉夫墓，已经成为捷克诸侯们的主保圣人。主教官邸建在新教堂的南侧，在12世纪中叶大为扩展。

## 哥特式主教座堂
今日的哥特式主教座堂创建于1344年11月21日，當布拉格教区升格为总教区時。其庇护人是主教座堂的参事会（由一名總本堂神父带领）、总主教Arnost of Pardubice，最重要的是，波西米亚国王和未来的神圣罗马帝国皇帝查理四世打算将新的主教座堂建成这样一座教堂：皇帝加冕、皇家墓穴、收藏王国最珍贵的圣徒遗物，和主保圣人圣瓦茨拉夫最后安息的地方朝圣地。第一位建筑师是一个法国人阿腊斯的马蒂亚斯，召唤自阿维尼翁的教宗宫殿。马蒂亚斯设计了总体布局，从根本上说，是法国哥特式的输入：三个中殿的巴西利卡，有飞扶壁、短小的耳堂, 5个隔间的唱经楼和十边形apse with ambulatory和辐射状的小礼拜堂。但是在他生前只建成了唱经楼的东端部分：拱廊和 ambulatory。后期法国哥特的垂直修长，几乎僵硬的比例 今天可以以此识别他的作品。
1352年马蒂亚斯死后，一位新的建筑师接管了主教座堂的建造，他就是彼得·帕尔莱勒，当时只有23岁，是Schwäbische Gmünd的圣十字教堂建筑师的儿子。帕尔莱勒最初只能按照前任留下的计划，建造了唱经楼北侧的祭衣间和南侧的小圣堂。当他完成所有马蒂亚斯未完成的计划后，开始按照自己的想法继续。帕尔莱勒大胆和创新的设计带来了建筑上哥特元素的一个独特的新综合。最好的例证是他设计的唱经楼拱顶。所谓的帕尔莱勒拱顶或网状拱顶有双倍的（不是单个的，如经典的高级哥特式穹形拱顶的斜肋 跨唱经楼隔间的宽度。相互交叉的肋 形成一个网状结构（因此得名），这大大加固了拱顶。它们还为天花板带来生动的装饰，因为联锁的拱形间隔沿主教座堂的长形成了有活力的之字形图案。
由于马蒂亚斯的阿拉斯学习的是几何学，因此在他的设计中有明显的数学气质，强调严格的比例，Parler 学习的是雕塑和木刻。他对待建筑如同雕塑，好像在用石头玩弄建筑形式。他的奇特之处除了大胆的拱顶之外，还有柱子的设计（有几乎被高级哥特式遗忘的古典的钟形圆柱，新建圣瓦茨拉夫礼拜堂精巧的穹形拱顶，波浪形的 clerestory 墙壁，新颖的花饰窗格（没有两扇窗户是相同的，各有不同的装饰），和扶壁的blind tracery pannel。在Parler负责的建筑中，雕塑起到相当大的作用，在托臂、走廊过梁、尤其是拱廊胸部都可看到，其中描绘了王室成员、圣人、布拉格主教，和两位建筑大师，包括帕尔莱勒本人的面孔。
但是，主教座堂的建造进展得相当缓慢，原因是在此期间皇帝又委托帕尔莱勒同时进行许多其他项目，如在布拉格建造新的查理大桥，以及在捷克全境修建了许多教堂。到1397年彼得·帕尔莱勒去世时，只完成了唱经楼和耳堂的一部分。
1406年彼得·帕尔莱勒去世后，他的儿子文策尔·帕尔莱勒和约翰内斯·帕尔莱勒继续他的工作，然后是 Petrilk，他也是帕尔莱勒作坊的成员。在这三位大师的指挥下，耳堂和南侧的大钟楼，得以完工。建成的还有连接钟楼和南侧耳堂的山形墙，绰号“金门”（可能是因为上面描绘最后审判的金色马赛克），国王们正是通过这扇大门，进入主教座堂举行加冕典礼。 
15世纪上半叶胡斯战争开始后，整个工程停顿下来。战争结束了稳步运作近一个世纪的作坊，而主教座堂的摆设，数十画像和雕塑，遭受胡斯派偶像破坏运动的严重破坏。祸不单行，1541年的一场大火也大大破坏了主教座堂。

### 圣瓦茨拉夫礼拜堂
也许这座主教座堂最杰出的地方是圣瓦茨拉夫礼拜堂，那里保存着这位圣徒的遗物。这个房间由彼得·帕尔莱勒修建于1344年到1364年，墙壁的下部装饰着1300块半宝石，描绘耶稣受难的壁画可以追溯到1372年至1373年礼拜堂的原始装饰。墙壁的上部是关于圣瓦茨拉夫生平的壁画，绘于1506-1509年。在墙壁中央是圣瓦茨拉夫于1373年被哥特 Jindrich 帕尔莱勒（彼得的侄儿）处死的雕塑。可惜這個礼拜堂市民无法参观，只能从门口观看。
在礼拜堂的西南角有一个七道门锁的小门，通向放置波希米亚加冕王冠的王冠室。

## 文艺复兴和巴洛克
此后经历了几个世纪，主教座堂始终未能完成。建起来的有大钟楼和耳堂，周围是一道临时围墙。在将要建造的三个中殿的位置上，是一个木屋顶建筑，礼拜仪式分别在这里和唱经楼内举行。几次试图继续主教座堂的建造工程都不成功。15世纪下半叶，国王拉迪斯拉夫二世委托伟大的文艺复兴-哥特建筑师 Benedict Ried 继续完成主教座堂，但是工程刚开始时，就由于缺乏资金而收缩。后来完成主教座堂时将一些文艺复兴和巴洛克要素带进这座哥特式建筑，最引人注目的是南塔明显不同的巴洛克式尖顶和北部耳堂的巨大风琴。

## 完成于19世纪和20世纪

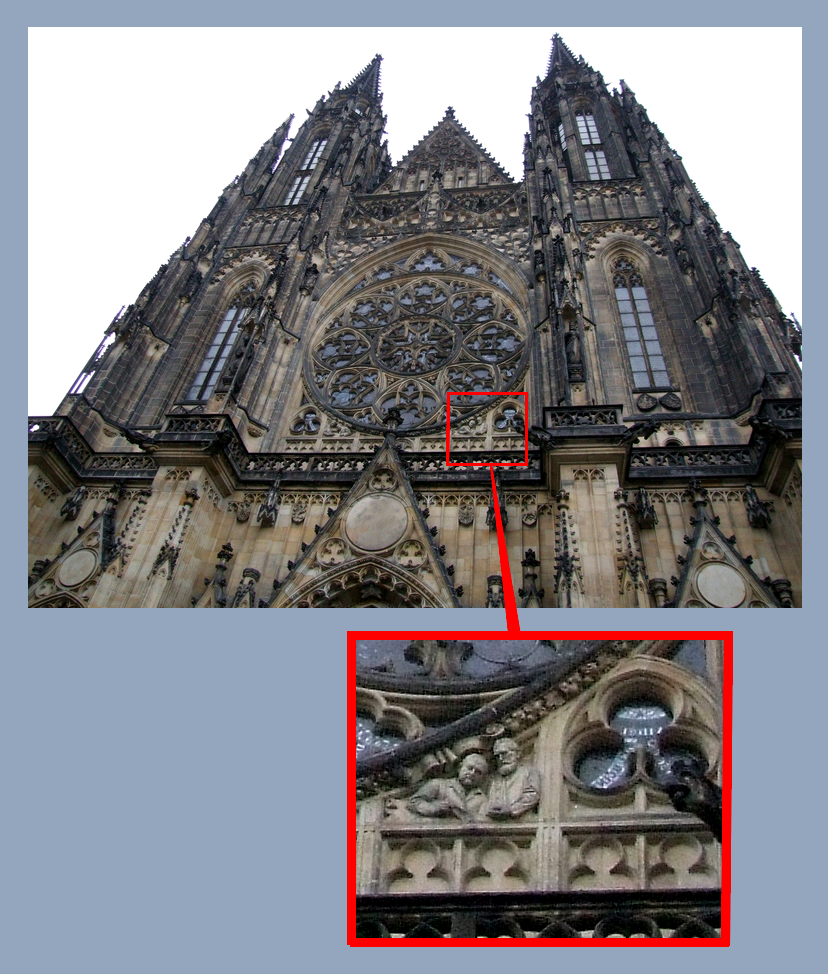
20世纪建筑师显示的新哥特元素

1844年，圣维特主教座堂一位精力充沛的神父Vaclav Pesina，和新哥特式建筑师约瑟夫 Kranner 制定了修复和完成这座宏伟的主教座堂的计划，在布拉格聚集了德国建筑师。同年成立了一个协会，全名“完成布拉格圣维特主教座堂联盟”，宗旨是修复、完成和摆脱“一切肢解和伤害”。约瑟夫 Kranner 领到了从1861年到1866年的大部分修复工作，除去被视为不必要的巴洛克装饰，恢复内部原来的风格。1870年，新中殿终于奠定基础，1873年，Kramer去世后，建筑师约瑟夫 Mocker接管了重建工程。他设计的西立面是典型的哥特式风格，有一对钟楼，在他去世后，由第三位建筑师卡米尔·希尔伯特主持。著名的捷克分离派画家阿爾豐斯·慕夏装饰了中殿北部的新窗户。玫瑰窗由 Frantisek Kysela 设计于1925-27年。正门上方的玫瑰窗描绘圣经中的创造故事。到1929年圣瓦茨拉夫加冕时，圣维特主教座堂最终完成；建造工程花费了几乎600年。尽管主教座堂的整个西半部加上了新哥特式，大部分设计和要素恢复了彼得·帕尔莱勒的设计，使主教座堂成为一个和谐的整体。

## 影响
圣维特主教座堂对于后期哥特式风格在中欧的发展产生了巨大的影响。帕尔莱勒作坊成员、帕尔莱勒家族在中欧各地设计了许多教堂和建筑。特别著名的实例包括维也纳的斯蒂芬大教堂、斯特拉斯堡主教座堂、萨格勒布的圣马可教堂，以及捷克城市库特纳霍拉的圣巴巴拉教堂。斯洛文尼亚、克罗地亚北部、奥地利、捷克共和国、波兰和德国南部的哥特式建筑都受到帕尔莱勒设计的强烈影响。
特别有趣的是帕尔莱勒的网状拱顶。中欧的后期哥特式以装饰华丽的非凡拱顶为特色，这开始于帕尔莱勒在圣维特主教座堂唱经楼发展了自己的拱顶系统。其他地区哥特式风格也展示了惊人的独创性和装饰性拱顶的设计，英国哥特式的垂直风格。一个遗留的问题是受到了何种影响。一些英国艺术和建筑历史学家猜想彼得·帕尔莱勒可能在某个时候前往英格兰旅行，研究伟大的英国哥特式主教座堂，启发了他建造圣维特。但是，英国哥特式的使用垂直风格和奢侈的拱顶开始于14世纪末，也很有可能是布拉格圣维特主教座堂影响了英国哥特式的发展。

## 画廊

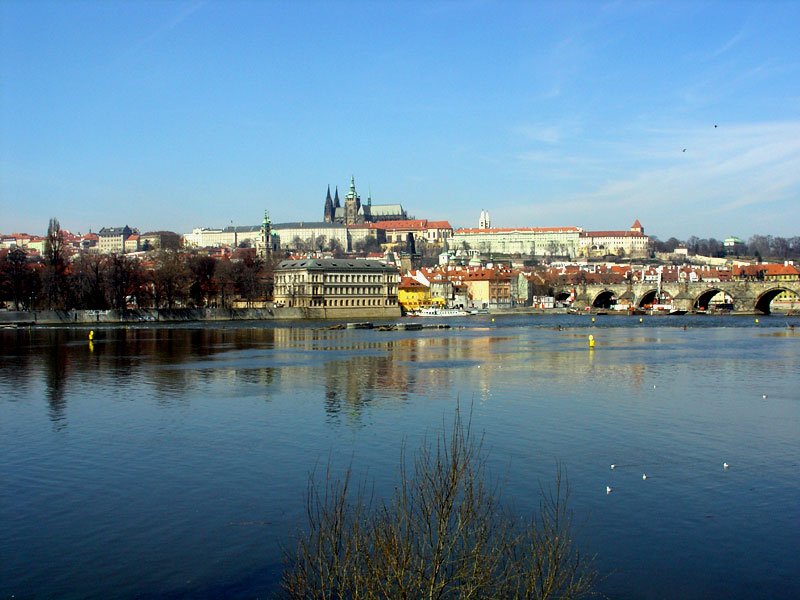
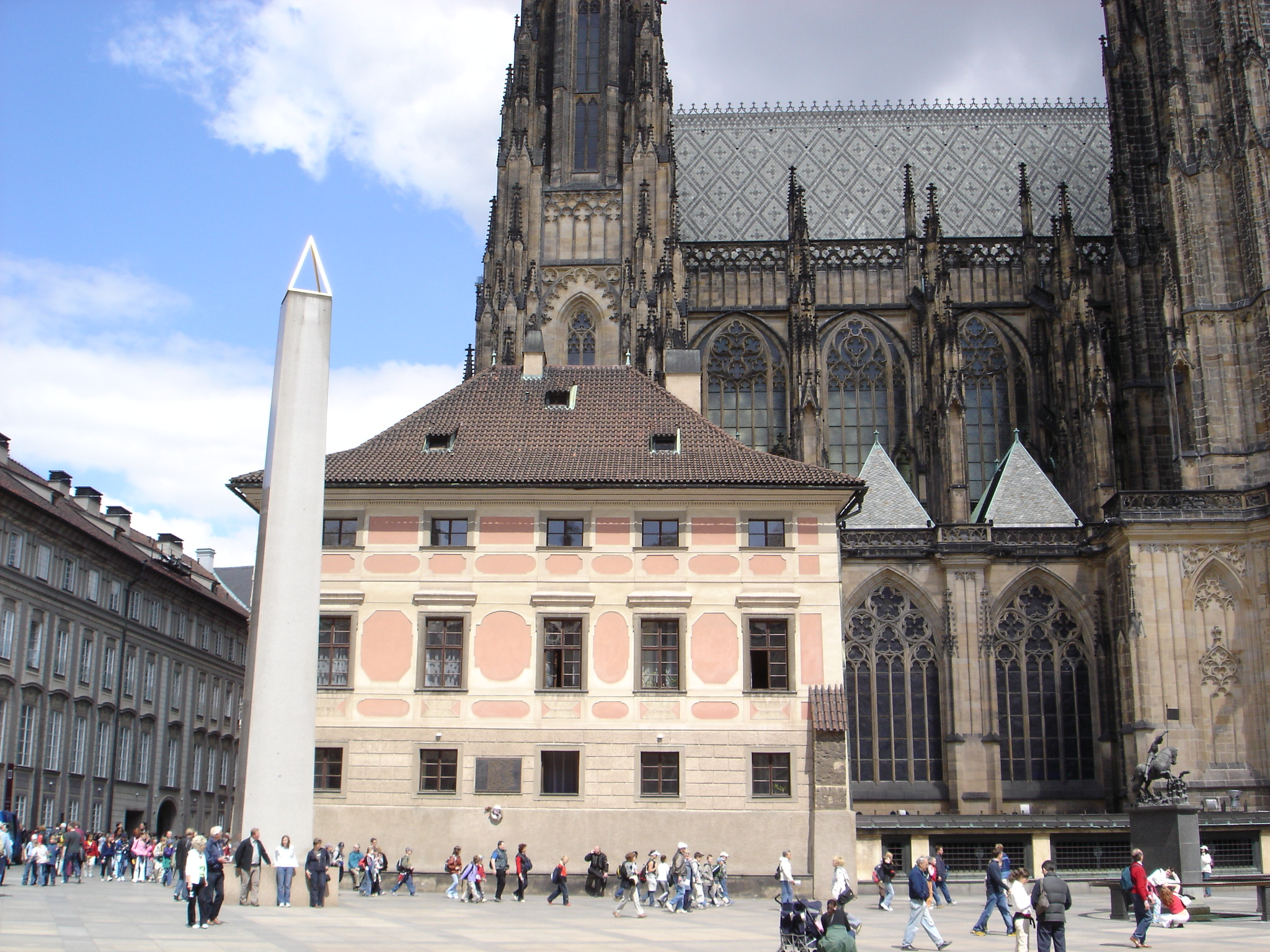
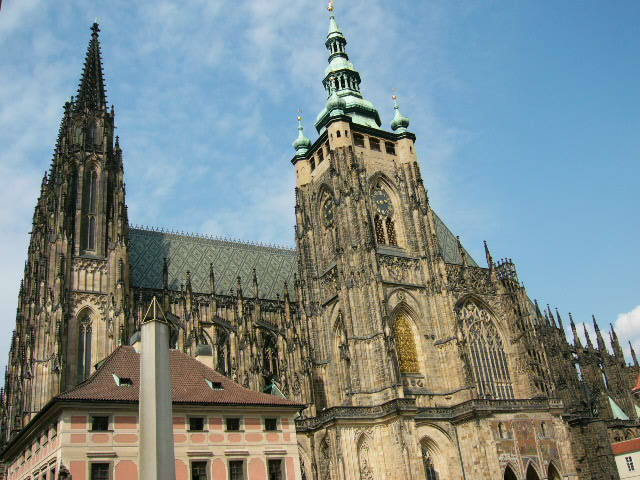
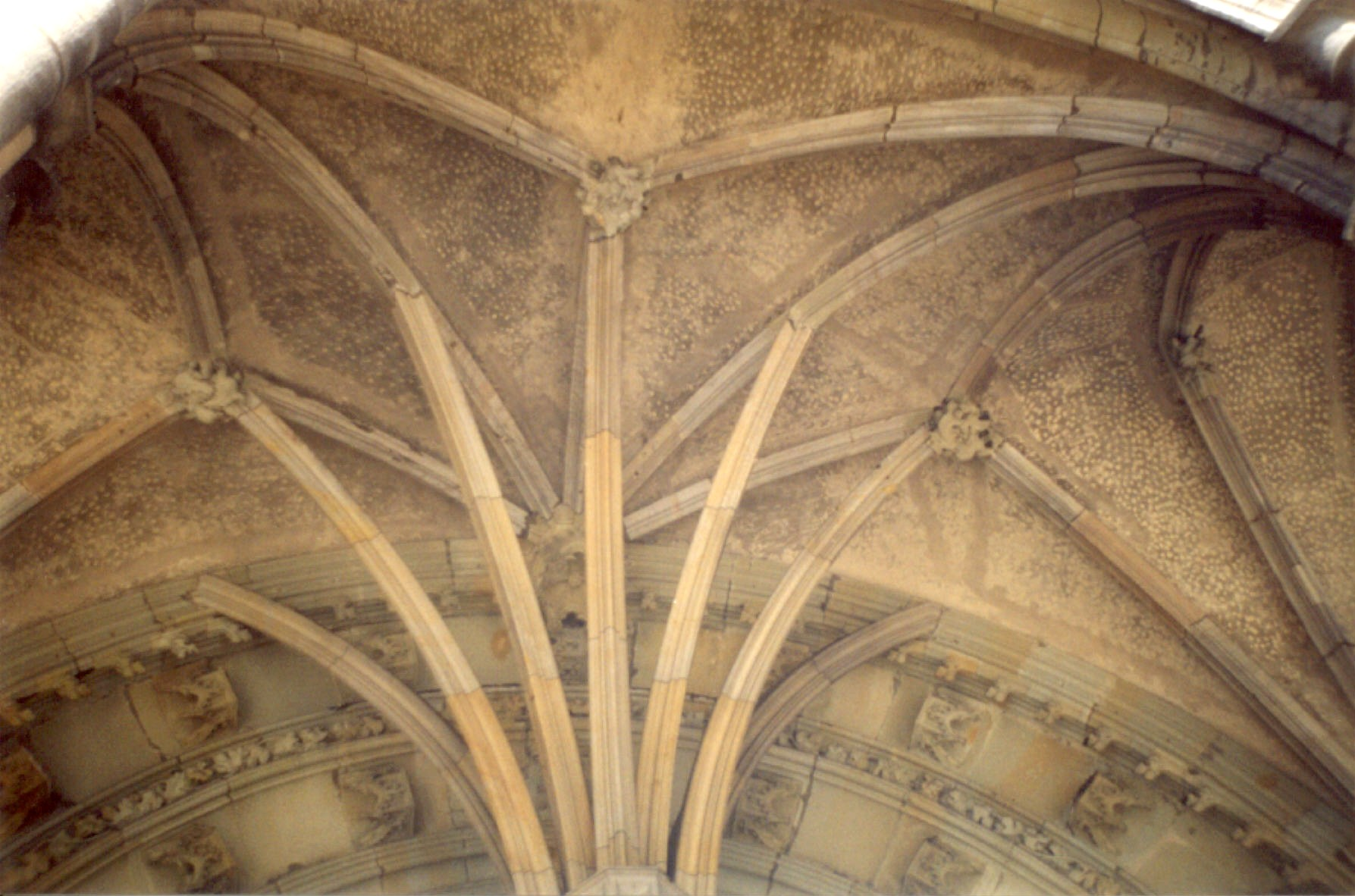
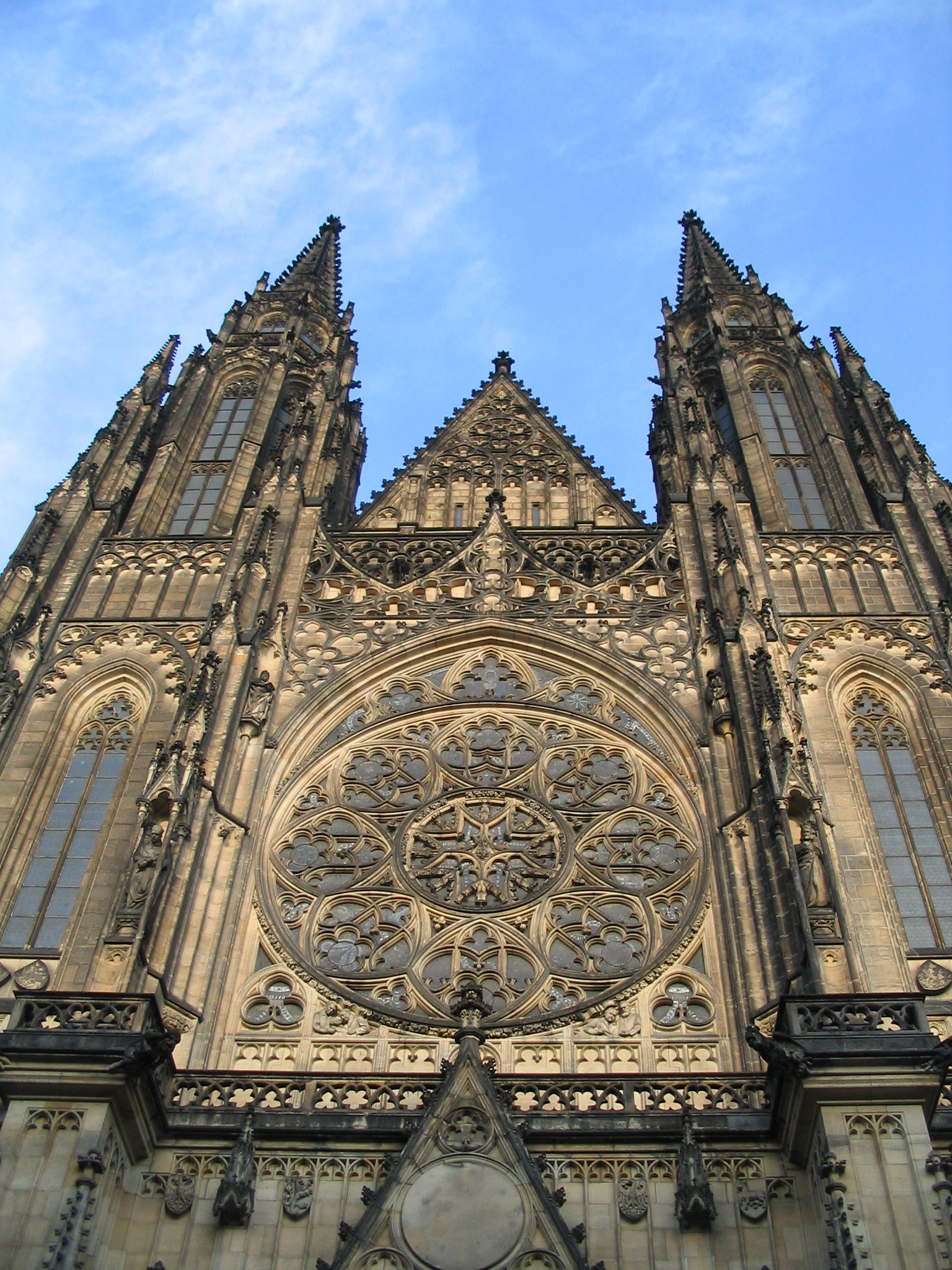
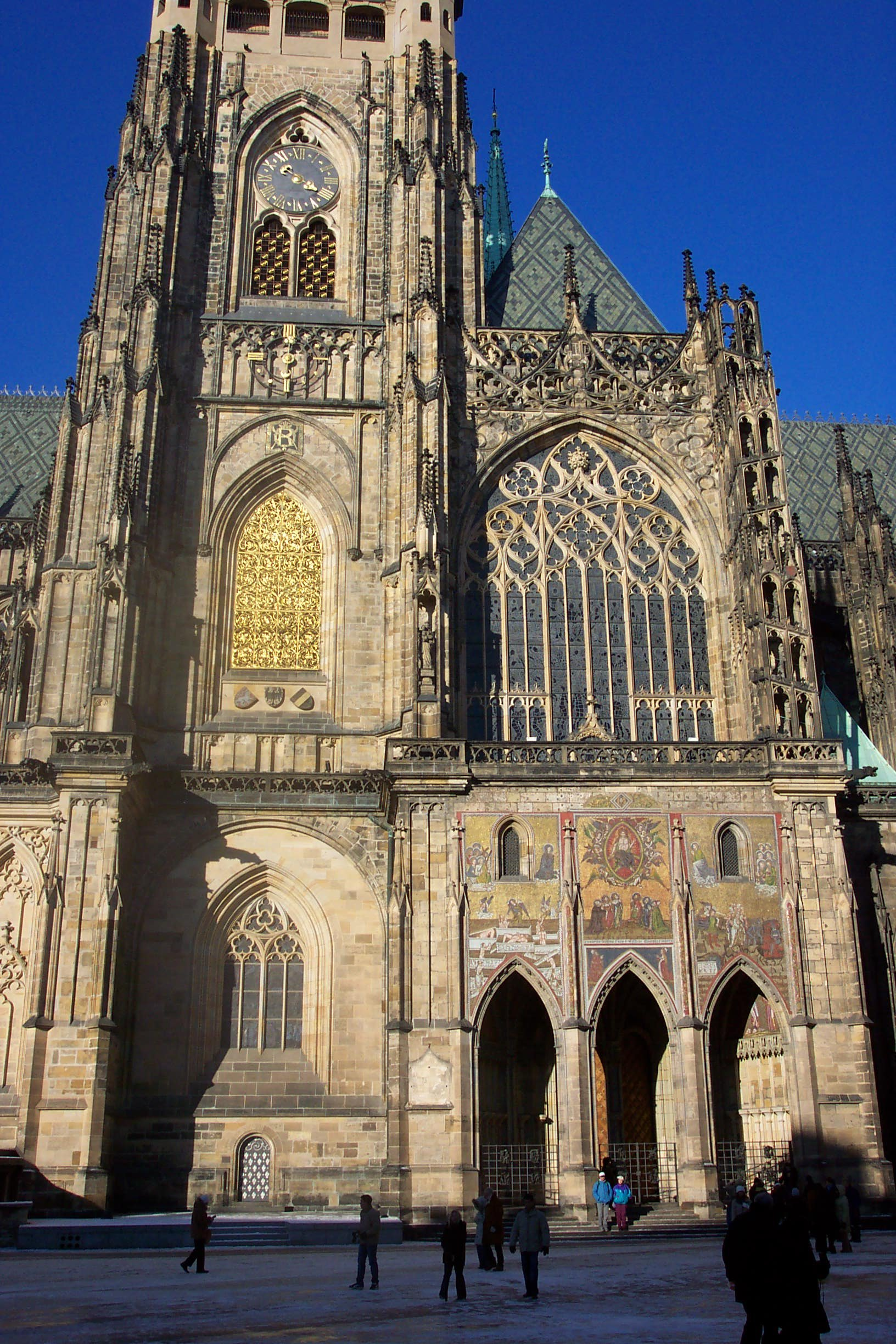
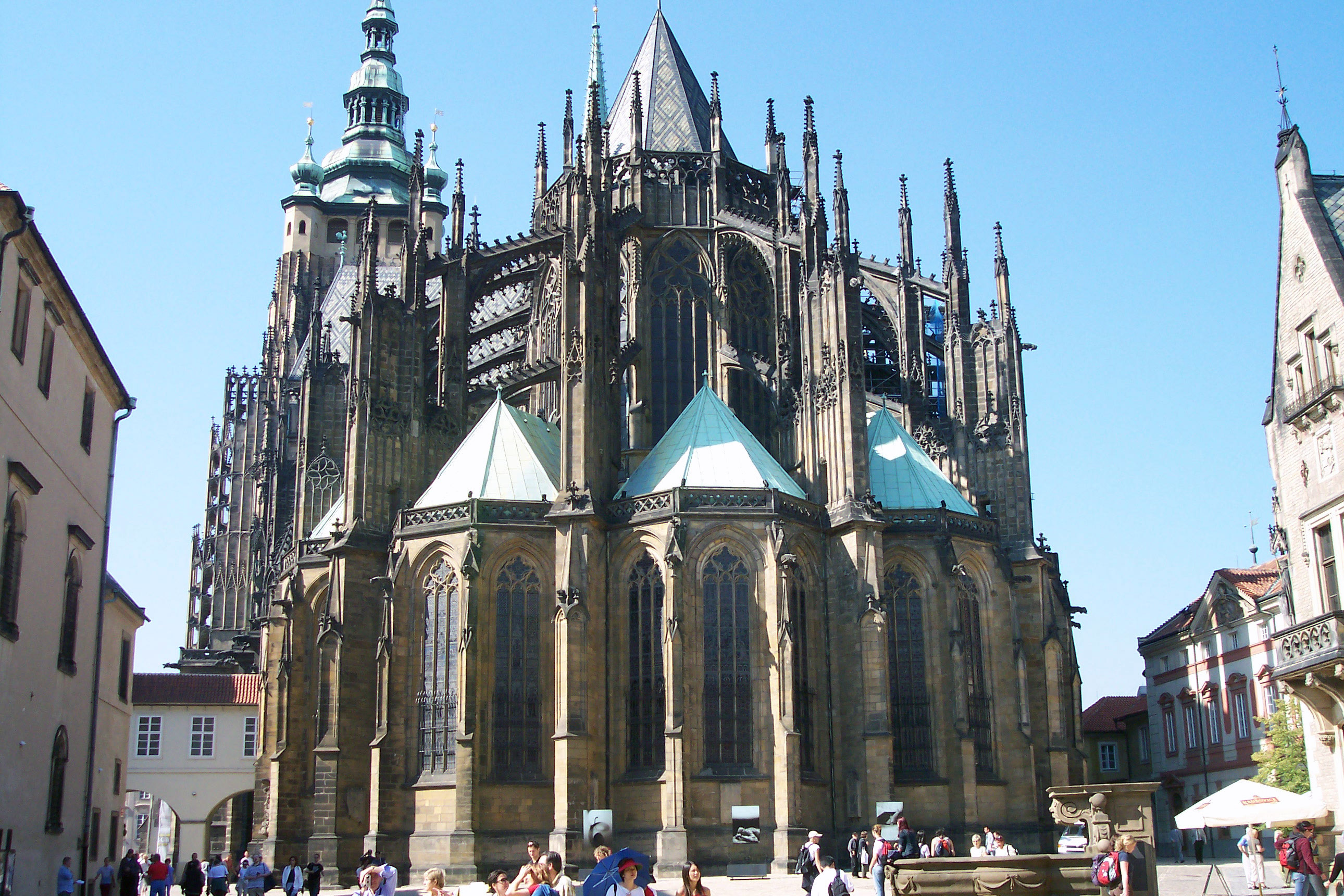

## 外部連結
- Website of the cathedral （页面存档备份，存于） (en, cz)
- Archdiocese of Prague (Official Website) （页面存档备份，存于）
- Information from the Prague Castle administration site
- Photographs （页面存档备份，存于）
- Church Art including Bath and St. Vitus Cathedral
- St. Vitus Cathedral picture gallery at Remains.se
- St. Vitus Cathedral （页面存档备份，存于） Prague tourist guide
- A guided tour of St. Vitus Cathedral's incredible stained glass （页面存档备份，存于）